# Alles mit Gott und nichts ohn' ihn
Alles mit Gott und nichts ohn' ihn (Tout avec Dieu et rien sans lui) (BWV 1127) est une ode (plutôt qu'une cantate) pour soprano, cordes et basse continue composée en 1713 par Johann Sebastian Bach. 

## Histoire

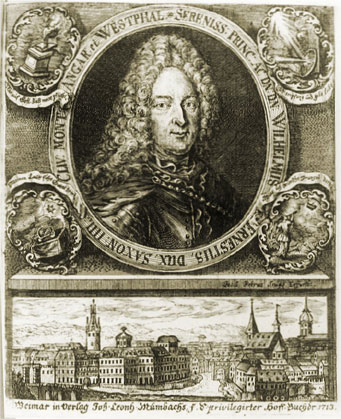
Le duc Guillaume II, pour qui l'ode a été composée.

Le manuscrit a été découvert le 17 mai 2005 à la bibliothèque de la duchesse Anna Amalia à Weimar, par le chercheur Michael Maul, spécialiste de l’œuvre de Bach. 
L’œuvre, intitulée Aria Soprano è Ritornello, a été écrite pour le 52e anniversaire du duc Guillaume II de Saxe-Weimar, dont Bach était l'organiste attitré de 1708 à 1717.
Chacune des douze strophes commence et se termine avec la devise du duc : Alles mit Gott und nichts ohn' ihn (Tout avec Dieu et rien sans lui), séparée par un ritournelle instrumentale. La durée totale avoisine les cinquante minutes.
C'est en 1935 qu'une œuvre vocale jusque-là inconnue de J.S Bach a été publiée pour la dernière fois : la cantate BWV 200, découverte en 1924.

## Édition
- Aria, « Alles mit Gott und nichts ohn' Ihn », BWV 1127. Bärenreiter, 2005 (OCLC 62273909)

## Enregistrements
- Alles mit Gott, John Eliot Gardiner, Elin Manahan Thomas (soprano), English Baroque Soloists (2005, Soli Deo Gloria SDG 114)
- Cantates vol. 20, Ton Koopman, Chœur et orchestre de l'Amsterdam Baroque, Lisa Larsson, Antoine Marchand
- Cantates vol. 30, Masaaki Suzuki, Bach Collegium Japan, Carolyn Sampson (BIS)